# موزه ملی هولوکاست (هلند)

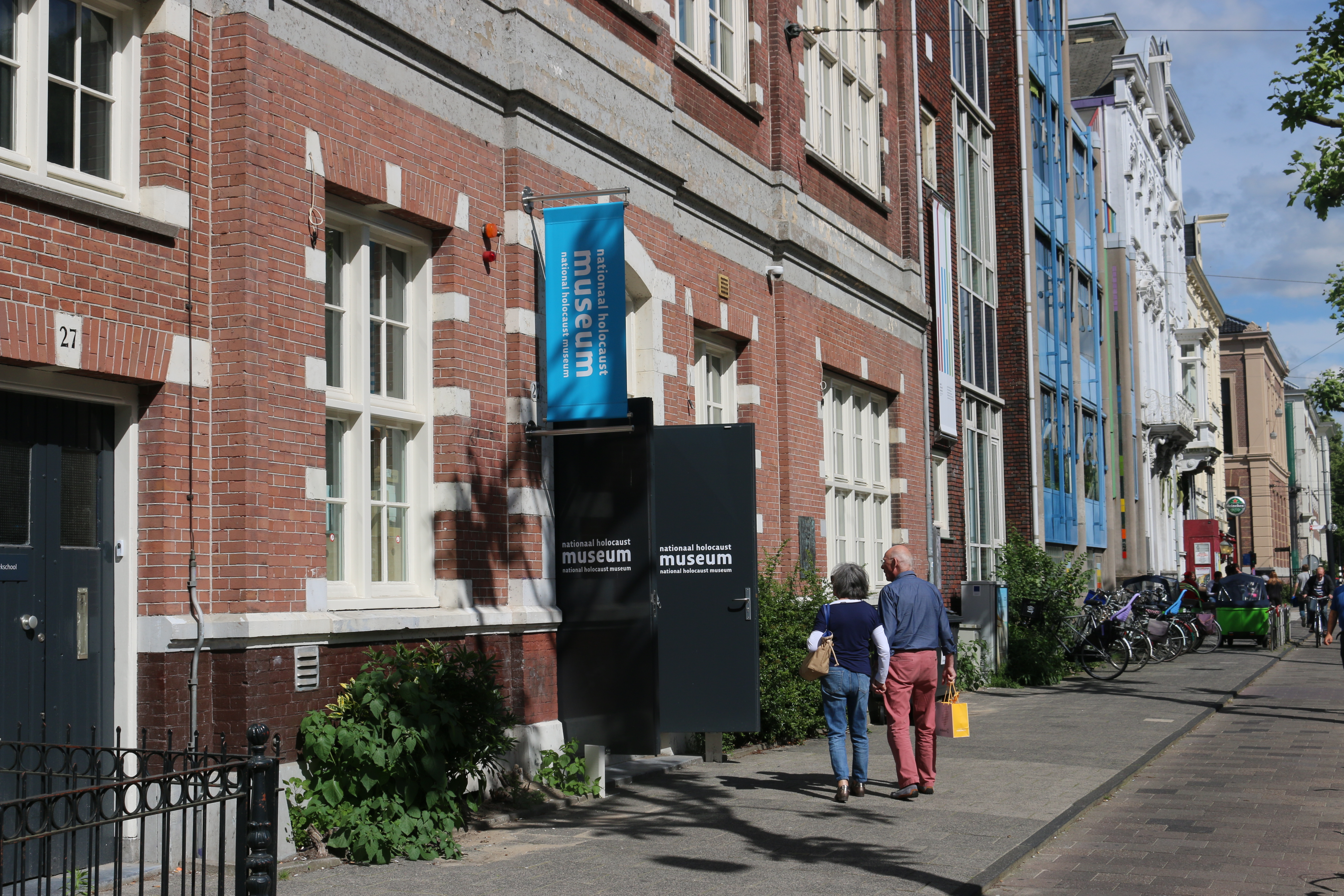
موزه ملی هولوکاست در آمستردام

موزه ملی هولوکاست (به هلندی: Het Nationaal Holocaust Museum) یکی از موزه‌های فعال در آمستردام است که به شکل اصلی مربوط به حدود یکصد هزار یهودی است که در جریان جنگ جهانی دوم و در جریان هولوکاست، از هلند قربانی شده‌اند. این یهودیان توسط نازی‌ها به اردوگاه آشویتس فرستاده شدند.
موزه ملی هولوکاست فعالیت خود را از می ۲۰۱۶ آغاز کرده است و همچنان در حال تکمیل شدن است.
این موزه در محله پلانتاژه و بخشی از آمستردام که «ربع یهودی» شهر نامیده می‌شود قرار دارد. «موزه تاریخی یهودیان» و «تماشاخانه هلند» نیز در نزدیکی آن قرار دارند.